# Zahraniční mise českého letectva
Zahraniční mise českého letectva, resp. Vzdušných sil Armády České republiky, představují operace ve prospěch mírových sil OSN, Severoatlantické aliance nebo dalších zahraničních partnerů. Prvním operačním nasazením jednotky českého letectva v zahraničí byla od roku 1996 mírová operace na území bývalé jugoslávské federativní republiky Bosna a Hercegovina. České taktické (stíhací) letectvo se do zahraniční mise poprvé zapojilo mezi květnem a srpnem 2009, kdy čáslavská 211. taktická letka zajišťovala tzv. Baltic Air Policing nad územím Litvy, Lotyšska a Estonska.

## Bosna a Hercegovina

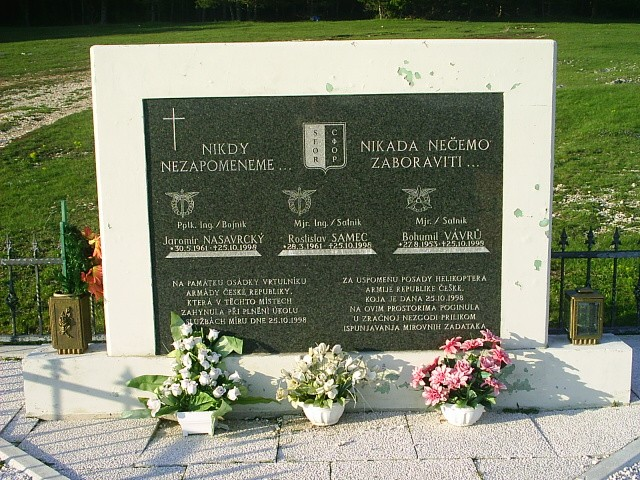
Pomník českým letcům z SFOR

Letecká jednotka AČR se podílela na misích IFOR, SFOR a SFOR II v Bosně a Hercegovině. V průběhu operace IFOR působily na území bývalé Jugoslávie osádky vrtulníků Mi-17, letounů An-26 a L-410, které plnily především úkoly spojené s přepravou osob a materiálu. Podílely se také na průzkumu a monitorování území ve prospěch mnohonárodních sil.

## ISAF – Afghánistán

### Task Force HIPPO

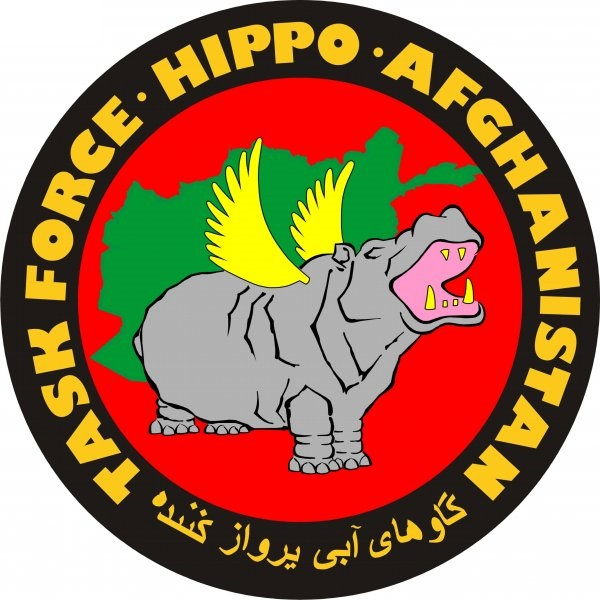
Znak TF HIPPO v Afghánistánu

1. kontingent Task Force HIPPO se zapojil do operace ISAF 25. ledna 2010. Trojice modernizovaných vrtulníků Mi-171Š 23. základny vrtulníkového letectva Přerov operovala ze základny FOB Sharana v provincii Paktíka, odkud zásobovala české i spojenecké jednotky, případně zajišťovala evakuaci zraněných a nemocných vojáků. Česká vrtulníková jednotka, TF Hippo, spadala pod alianční Regionální velitelství východ RC-E, resp. americké úkolové uskupení TF Falcon. Posádky vrtulníků i členové pozemního personálu se museli vypořádat s extrémními výkyvy teplot, vysokou nadmořskou výškou, nočními lety a hrozbou povstaleckých útoků. Ochranu dopravních vrtulníků zajišťovali palubní střelci s kulomety PKM a sofistikovaný protiraketový systém.
Vrtulníky TF Hippo se vrátily do České republiky 6. listopadu 2011, personál o měsíc později. Dvouleté působení příslušníků vrtulníkových letek v Afghánistánu bylo velice intenzivní. Posádky nalétaly celkem 2763 hodin a 50 minut, přepravily 9033 osob a 334 tun materiálu. Kromě úspěšného nasazení ve prospěch PRT i spojenců se však projevily některé problémy. Propouštění a odchod zkušených letců před začátkem mise a další komplikace byly příčinou naprostého vytížení celé 23. základny vrtulníkového letectva, která zajišťovala výcvik a logistickou podporu mise. Vrtulníky byly udržovány a opravovány v mobilní hale na FOB Sharana, ovšem po skončení náročné mise musely projít důkladnou revizí ve vojenských Leteckých opravnách Malešice.

### Air Advisor Team

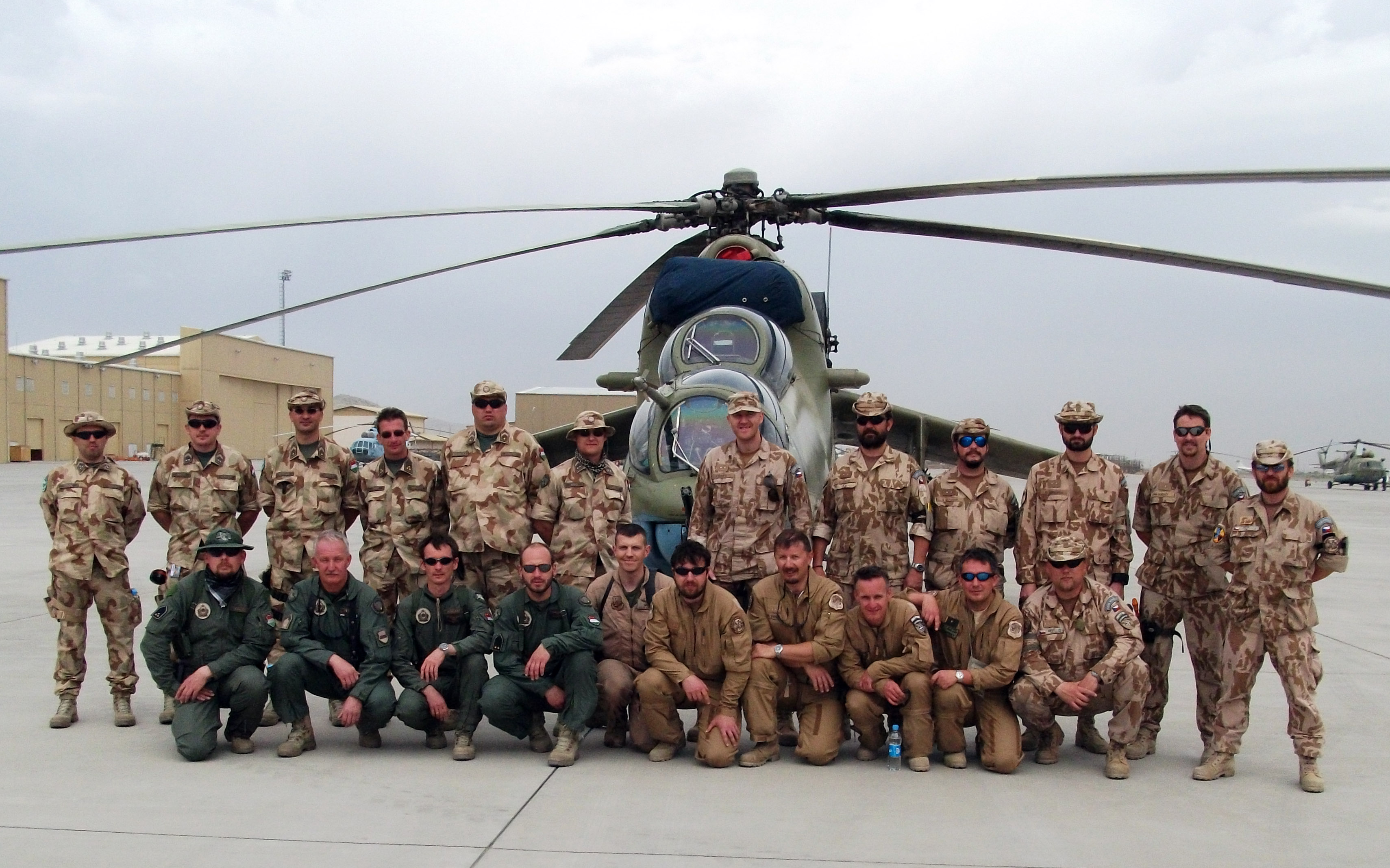
Čeští, maďarští a američtí instruktoři před bitevním vrtulníkem Mi-24 v Afghánistánu

Poradní skupina v rámci mezinárodního týmu OMLT (Operation Mentoring and Liaison Team) z 231. vrtulníkové letky působila v Afghánistánu již od dubna 2008. Jejím úkolem byl výcvik pilotů bitevních vrtulníků a pozemního personálu. Od roku však 2010 působí na mezinárodním letišti KAIA v Kábulu český AAT – Air Advisor Team (v letech 2010–2012 pod názvem AMT – Air Mentor Team). Jednotky, které se pravidelně střídají, se skládají ze dvou expertních skupin. První, tvořená příslušníky 24. základny dopravního letectva Praha-Kbely, se zaměřuje na výcvik na dopravních vrtulnících typu Mi-17. Druhá, tvořená vojáky z 22. základny letectva Náměšť nad Oslavou, je určena pro výcvik na bitevních vrtulnících Mi-24/35.
Hlavním úkolem AAT je výcvik pilotů afghánského vrtulníkového letectva. Specifické podmínky Afghánistánu, které představuje proměnlivá oblast bojů, nepřehledný terén či náročné povětrnostní podmínky, znamenají i pro výcvikové mise značné obtíže. Vrtulníky s česko-afghánskými posádkami provádějí lety nad de facto nepřátelským územím a často se stávají terčem palby povstalců. V případě, že je nutné zajistit podporu dopravním vrtulníkům, startují též bitevní vrtulníky s afghánským pilotem a českým „advisorem“.
Afghánské piloty samozřejmě necvičí jen Češi, neboť se jedná o mnohonárodní úsilí. Ke sjednocení operačních postupů a standardizaci norem platných pro ruské vrtulníky typu Mi-17/171 má napomoci iniciativa NATO v duchu tzv. Smart Defence. Čeští letci například již delší dobu intenzivně spolupracují s Chorvaty a Maďary. Limitujícím faktorem této vrtulníkové iniciativy jsou ovšem omezené finanční prostředky a zároveň blížící se termín stahování koaličních vojsk. S nasazením jednotky AAT armáda počítá i po roce 2014 v rámci mise Rozhodná podpora.

## MFO – Sinajský poloostrov

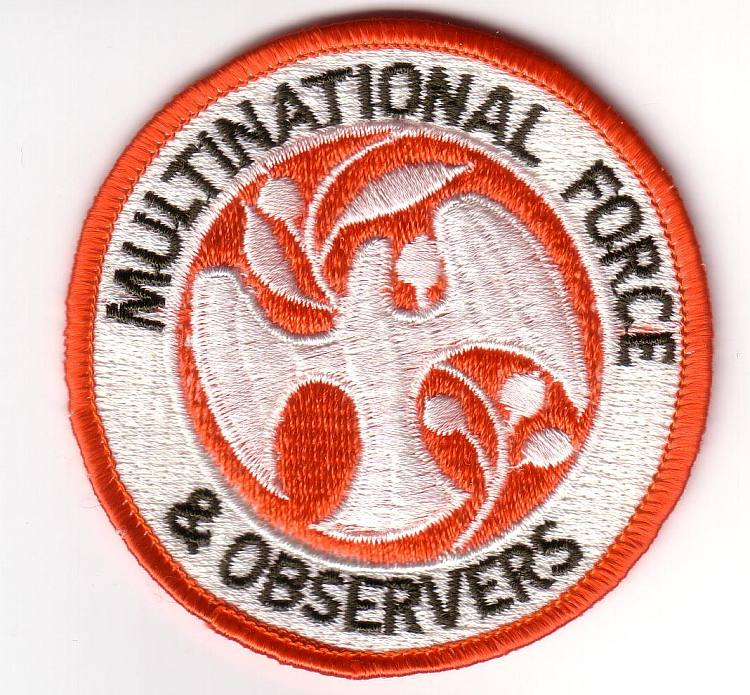
Znak mise MFO na Sinajském poloostrově

Vzdušné síly AČR se na základě rozhodnutí Senátu Parlamentu České republiky zapojily do mezinárodní mise Multinational Force and Observers (MFO) na Sinajském poloostrově. Cílem této mise, která vznikla v roce 1982 z iniciativy Spojených států, Izraele a Egypta, je kontrolovat dodržování bezpečnostních podmínek mírové dohody mezi Egyptem a Izraelem z roku 1979. V současnosti se mise MFO účastní příslušníci ozbrojených sil třinácti států (od roku 2009 též štábní důstojníci AČR), kteří zajišťují spojení mezi egyptskou a izraelskou armádou. V červnu 2013 vzneslo vedení MFO požadavek na vyslání českého transportního letounu C-295M, protože americké letectvo ukončilo na začátku října provoz strojů C-23B Sherpa na Sinaji a dočasná náhrada v podobě letounů C-12 Huron nevyhovovala z hlediska kapacity a dlouhodobého nasazení. Letecký kontingent Vzdušných sil AČR tvoří dvě letové posádky a skupina technické údržby z 24. základny dopravního letectva v Praze-Kbelích, personál mise se střídá zhruba po půl roce a průběžně se budou střídat také letouny C-295M.
Parlament odsouhlasil mandát jednotky v trvání od 1. listopadu 2013 do 31. prosince 2014, přičemž podléhá mezinárodnímu velení mise MFO a je umístěna na základně v tzv. severním campu El Gorah. Hlavním úkolem letounu C-295M je letecká přeprava osob a materiálu mezi El Gorahem a letištěm Šarm aš-Šajch, včetně zajištění spojení mezi Káhirou a Tel Avivem. Další činností jsou monitorovací lety s pozorovateli na palubě, kteří ze vzduchu dohlížejí na dodržování ustanovení mírové smlouvy. Česká jednotka je rovněž schopná působit ve prospěch letecké pátrací a záchranné služby SAR (Search and Rescue) nebo při přepravě nemocných a raněných osob. Kontingent vzdušných sil pokračoval ve své činnosti na Sinaji i v roce 2015, přičemž 17. května převzala operační úkol již čtvrtá letecká jednotka.

## Air Policing – Island

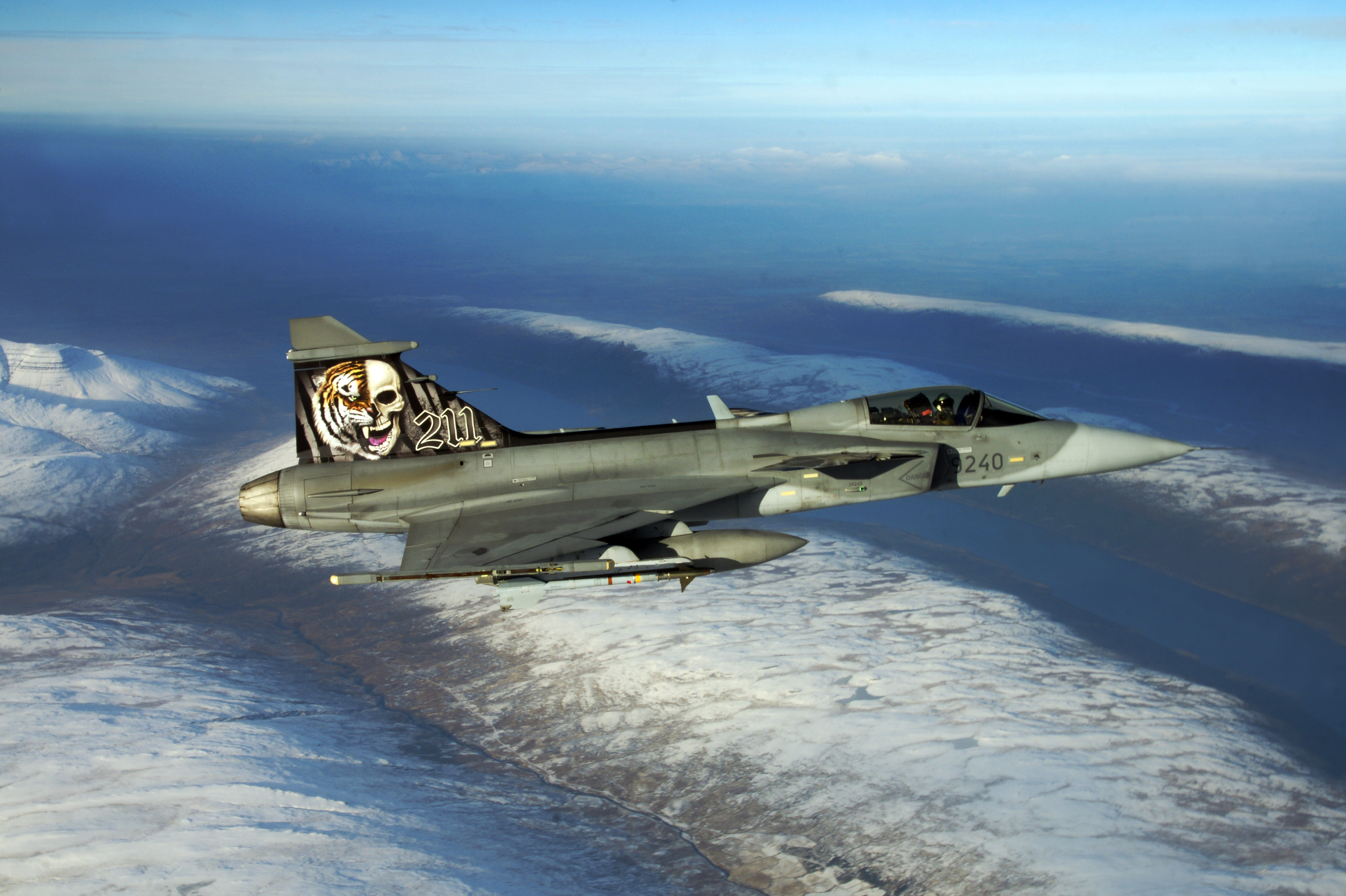
Gripen 211. taktické letky nad Islandem

Úkolové uskupení vzdušných sil Air Policing 2014, Island zajišťovalo takzvaný Air Policing, tedy ochranu vzdušného prostoru členského státu NATO. Island nemá vlastní ozbrojené síly (disponuje pouze pobřežní stáží, radarovými systémy a speciální jednotkou pro krizové události), proto se v této misi pravidelně střídají letouny ostatních členů aliance. Cestou na Island české vojenské letouny historicky poprvé tankovaly za letu v operačním režimu, přičemž využívaly tanker KC-767 italského letectva. Velitelem kontingentu 75 vojáků (převážně příslušníků 21. základny taktického letectva v Čáslavi, resp. 211. taktické letky) a 5 letounů JAS-39 Gripen na letišti v Keflavíku byl plukovník gšt. Ing. Martin Nezbeda. Nepřetržitou hotovost v rámci aliančního systému NATINAMDS začala jednotka držet 15. října 2014, ukončení mise bylo plánováno na začátek prosince. Vzdušné síly tak opět držely hotovostní systém ve dvou zemích zároveň, v České republice a na Islandu, obdobně jako v letech 2009 a 2012, kdy kromě domácí hotovosti zajišťovalo české letectvo také vzdušný prostor Litvy, Lotyšska a Estonska. České Gripeny odletěly z Keflavíku 4. prosince, přesun zbývající části kontingentu probíhal až do 7. prosince. Celkový nálet jednotky během nasazení ve vzdušném prostoru Islandu se pohyboval kolem 150 hodin.
České Gripeny se na Island vrátily létě 2015 v rámci tzv. Úkolového uskupení ASICIPPN II. Nasazení schválila vláda dne 3. července 2015 v reakci na požadavek NATO. Na Islandu mělo být původně nasazeno kanadské letectvo, ale to bylo momentálně plně vytíženo operací Inherent Resolve proti Islámskému státu. Mezi 20. do 24. červencem proto proběhl přesun kontingentu pěti Gripenů a sedmi desítek vojáků (včetně osmi pilotů) české armády do Keflavíku. Délka plnění operačního úkolu byla stanovena na období 29. července až 25. srpna 2015. České stíhací letouny mají být na Islandu znovu nasazeny v roce 2016.